# Julian Wright (historien)
Pour l’article homonyme, voir Julian Wright.
Julian Wright est historien et maître de conférences à l'Université de Durham et est co-éditeur de la revue French History. Il est spécialiste de la politique française et des idées politiques sous la Troisième République.
Il est directeur musical de la chorale de Durham.
Il est le fils de l'Évêque de Durham, N. T. Wright